# Естебан Павес
Естебан Павес (ісп. Esteban Pavez, нар. 1 травня 1990, Сантьяго) — чилійський футболіст, півзахисник мексиканської «Тіхуани» та національної збірної Чилі.

## Клубна кар'єра
Народився 1 травня 1990 року в місті Сантьяго. Вихованець футбольної школи клубу «Коло-Коло». Дорослу футбольну кар'єру розпочав 2009 року в основній команді того ж клубу, в якій протягом сезону взяв участь у шести матчах чемпіонату. 
Згодом з 2010 по 2012 рік захищав кольори команд «Рейнджерс» (Талька), «Сан-Маркос де Аріка» та «Уніон Темуко», після чого повернувся до «Коло-Коло», де вже став основним гравцем команди.
2017 року перейшов до бразильського «Атлетіку Паранаенсе», після чого у 2018–2019 роках знову виступав за «Коло-Коло», а згодом протягом сезону грав за аравійський «Аль-Наср» (Ер-Ріяд).
До складу мексиканської «Тіхуани» приєднався 2020 року.

## Виступи за збірну
2014 року дебютував в офіційних матчах у складі національної збірної Чилі.
У складі збірної був учасником розіграшу Кубка Америки 2019 року в Бразилії, де виходив на поле в одній грі турніру.

## Титули і досягнення
- Чемпіон Чилі (5):

«Коло-Коло»: 2009К, 2013-14К, 2015-16А, 2022, 2024
- Володар Кубка Чилі (2):

«Коло-Коло»: 2016, 2023
- Володар Кубка ліги ОАЕ (1):

«Ан-Наср»: 2019-20
- Володар Суперкубка Чилі (2):

«Коло-Коло»: 2022, 2024